# 陸徴祥
陸 徴祥（りく ちょうしょう、1871年7月29日〈同治10年6月12日〉 - 1949年1月15日）は、清末民初の外交官、政治家、宗教家。字は子興、子欣。別名は増祥。
ながく清朝の外交官僚としてロシア帝国の首都サンクトペテルブルクに駐在し、辛亥革命後には袁世凱のもとで民国政府初代の外交総長に就任、第一次世界大戦後のパリ講和会議では中国主席代表として参加するなど民国初期の外交を代表した。また国務総理として内閣を組閣してもいる。

## 略歴
1871年7月29日（同治10年6月12日）、敬虔なプロテスタントである陸誠安の子として生まれる。幼くしてプロテスタントの洗礼をうけている。
1892年、ロシアの首都ペテルスブルクに翻訳官として派遣される。
1899年、ベルギー国王侍従武官の娘ベルト・ボビィ（Berthe Bovy）と結婚。
1906年、オランダ駐在公使。
1907年、オランダはハーグの国際平和会議に中国代表として参加。清朝が欧米列強と結んだなかで唯一の平等条約であるオランダ領植民地領事条約を結ぶ。
1911年、ロシア駐在公使。ローマ・カトリックの洗礼をうける。12月5日、諸駐在公使とともに清朝政府へ皇帝退位共和制移行を求める電文を打つ。
1912年3月、袁世凱の要請をうけて唐紹儀内閣外交総長。6月、唐紹儀辞職にともない外交総長を兼ねたまま代理総理を経て国務総理として組閣。
1913年、趙秉鈞内閣外交総長。
1915年1月、徐世昌政事堂国務卿のもとで外交総長として日本の対華21ヶ条要求に署名調印した。10月、徐世昌辞職にともないその代理を経て12月には外交総長兼任のまま国務卿に就任するも、袁世凱の帝制取り消しに際して国務卿は免職される。
1916年、袁世凱の死を機に外交総長を辞任。
1917年、段祺瑞内閣の外交委員会委員。12月、王士珍臨時内閣の外交総長。
1918年12月、パリ講和会議中国主席代表として渡欧。
1919年1月、病気を理由にパリ会議を欠席するも代表委員顧維鈞、王正廷による本国政府の令に反してのヴェルサイユ条約調印拒否を容認。
1920年8月、外交総長を辞職し政界引退。
1922年、スイス駐在公使兼国際連盟中国代表。
1928年、公職を辞し修道の生活にはいる。
1935年、司鐸（神父）。
1946年、ベルギーのブランデン山聖ピィエール修道院名誉院長。
1949年1月15日、ベルギーのブルッヘで死亡。

## 参考書籍
- 山田辰雄編『近代中国人名辞典』霞山会、1995年9月。
- 劉寿林ほか編『民国職官年表』中華書局、1995年

| 先代（創設） | 外交総長1912年3月 - 1912年9月 | 次代梁如浩 |

| 先代唐紹儀（国務院総理） | 国務総理1912年6月 - 9月 | 次代趙秉鈞 |

| 先代梁如浩 | 外交総長1912年11月 - 1913年9月 | 次代孫宝琦 |

| 先代孫宝琦 | 外交総長1915年1月 - 1916年5月 | 次代曹汝霖 |

| 先代汪大燮 | 外交総長1917年12月 - 1918年12月 | 次代陳籙 |

| 先代陳籙 | 外交総長1919年1月 - 1920年8月 （1919年1月 - 1920年1月 陳籙代理） | 次代顔恵慶 |